# Spondylodeza

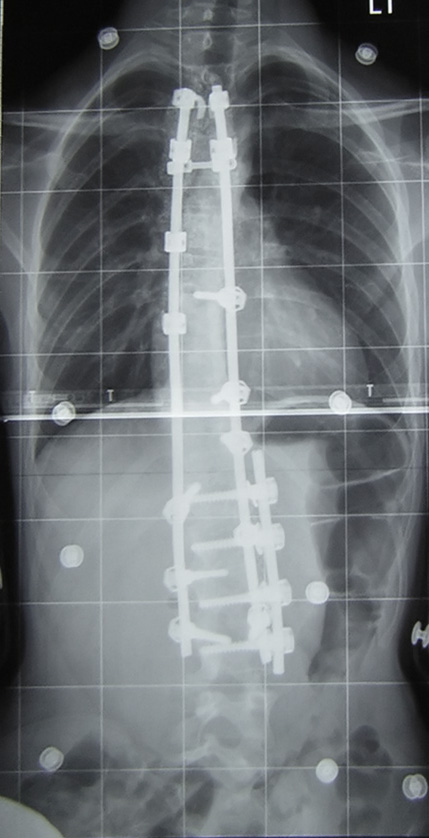
Spondylodeza

Spondylodeza – zrośnięcie się dwóch lub więcej kręgów (wytworzenie bloku kostnego) jako objaw uboczny w wyniku czynników patologicznych lub zamierzony wynik operacyjnej stabilizacji. Operacyjne wykonanie spondylodezy ma na celu wyeliminowanie ruchomości segmentalnej w celu wyeliminowania przyczyn objawów klinicznych, a także zatrzymania postępu deformacji, a w miarę możliwości jej korekcji.